# Baturaja
Baturaja er en by i provinsen Sumatera Selatan på Sumatra i Indonesien med 132.772 (2015) indbyggere.